# Demokratyczna Partia Indonezji – Walka
Demokratyczna Partia Indonezji – Walka (indonez. Partai Demokrasi Indonesia – Perjuangan, PDI-P) – indonezyjska partia polityczna o profilu centrolewicowym.
Partia została założona w 1999 roku przez byłą prezydent Republiki Indonezji – Megawati Sukarnoputri. Z PDI-P wywodzi się prezydent Indonezji – Joko Widodo. 
W wyborach do Ludowej Izby Reprezentantów z 2014 roku partia uzyskała 18,95% ważnie oddanych głosów, stając się tym samym największą partią polityczną reprezentowaną w indonezyjskim parlamencie.

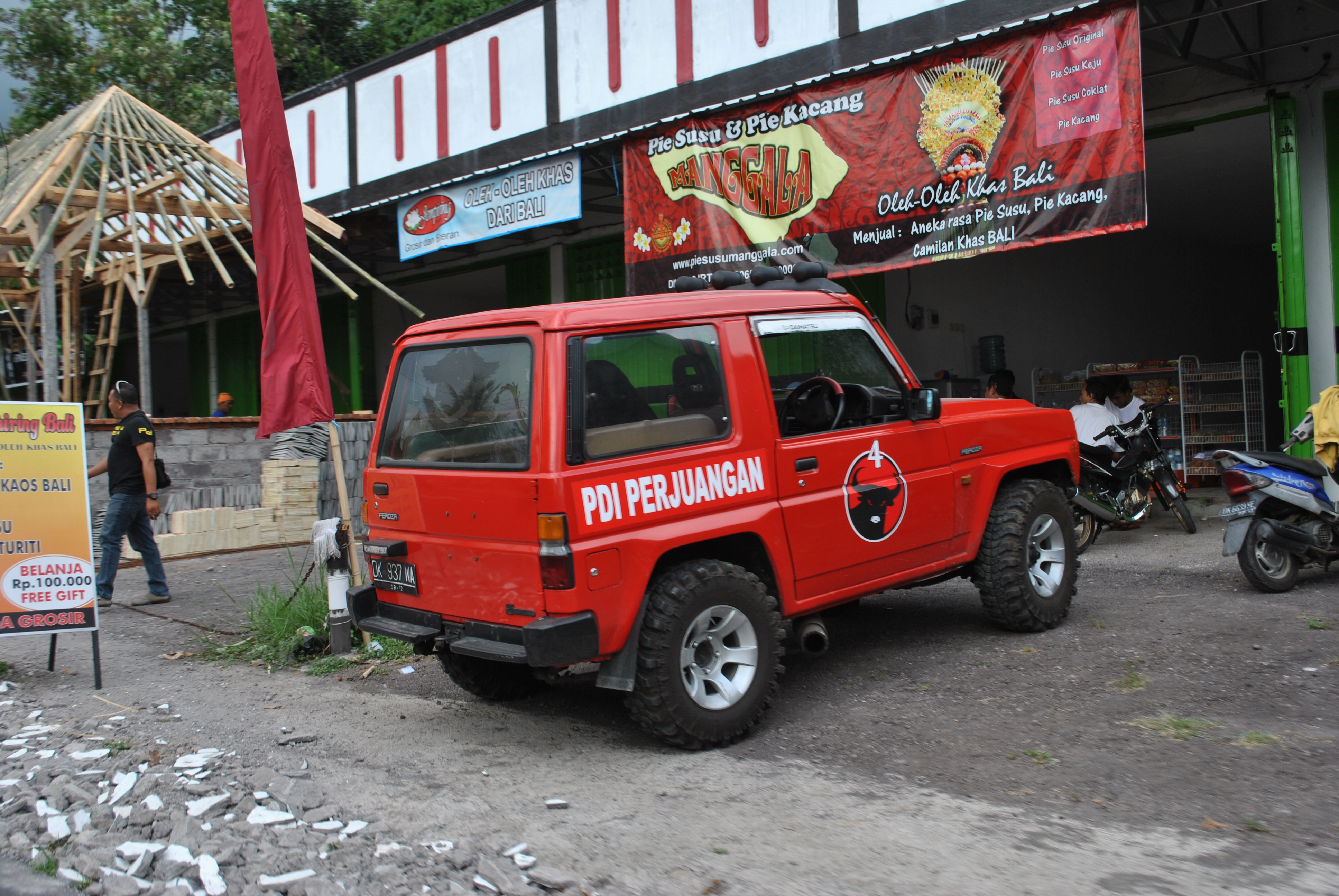
Samochód zachęcający do głosowania na PDI-P w wyborach

## Poparcie w wyborach
| Wybory | Poparcie | Zmiana punktów procentowych | Mandaty | Zmiana |
| ------ | -------- | --------------------------- | ------- | ------ |
| 1999   | 33,74%   | –                           | 153     | –      |
| 2004   | 18,53%   | 15,21                       | 109     | 44     |
| 2009   | 14,03%   | 4,5                         | 95      | 14     |
| 2014   | 18,95%   | 4,92                        | 109     | 14     |
| 2019   | 19,33%   | 0,38                        | 128     | 19     |